# Catedrala greco-catolică din Gherla
Catedrala Greco-Catolică din Gherla, cu hramul Intrarea în Templu a Maicii Domnului, a fost construită între anii 1905-1906 drept catedrală a Episcopiei Române Unite de la Gherla.

## Istorie
Construcția catedralei a început în anul 1905, după ce în anul 1904 episcopul Ioan Sabo a obținut de la Ministerul Cultelor de la Budapesta 80.000 de coroane de aur, suma necesară pentru realizarea edificiului eclezial. Zidirea bisericii s-a încheiat pe data de 4 decembrie 1906. Sfințirea a fost făcută de episcopul Ioan Sabo în ziua de 24 noiembrie 1907.
În anul 1917 Armata austro-ungară a rechiziționat arama de pe cupolă și două clopote ale catedralei. Soldații imperiali au lucrat 19 zile ca să dea jos arama și să monteze în locul ei „tinichea albă”.
În acest lăcaș au fost așezate osemintele episcopilor uniți ai Gherlei, Ioan Sabo și Vasile Hossu.
Edificiul eclezial a fost folosit drept catedrală a Episcopiei de Gherla până în anul 1930, când Eparhia unită de la Gherla și-a mutat sediul la Cluj, în timpul episcopului Iuliu Hossu, ocazie cu care a fost schimbată și denumirea oficială în „Episcopia de Cluj-Gherla”. Astfel, biserică episcopală a devenit Catedrala Schimbarea la Față din Cluj (vechea biserică a mănăstirii minoriților donată de către Vatican românilor greco-catolici), iar catedrala din Gherla a primit statutul de con-catedrală.
Din anul 1948, când a fost interzisă Biserica Română Unită cu Roma, edificiul este folosit de o parohie ortodoxă. În data de 2 iunie 2005, după relegalizarea Bisericii Române Unite, patriarhul Teoctist a anunțat intenția de restituire a acestui lăcaș de cult. Promisiunea făcută de patriarhul Teoctist nu a fost pusă în practică până în prezent.